# Amerykanie pochodzenia białoruskiego
Amerykanie pochodzenia białoruskiego (białoruski: Беларусы ЗША) – obywatele lub rezydenci Stanów Zjednoczonych, których przodkowie pochodzą z Białorusi, bądź też imigranci z tego kraju.
Liczbę białoruskich imigrantów w Stanach Zjednoczonych ocenia się na od 650 000 do 750 000 ludzi. Te dane są szacunkowe, nie obejmują przy tym ludzi pochodzenia białoruskiego urodzonych w USA. Ustalenie dokładnej liczby osób pochodzenia białoruskiego jest bardzo ciężkie z wielu powodów. Świadomość narodowa wśród Białorusinów rozwinęła się bardzo późno i jest dosyć słaba (większość z nich na przykład używa na co dzień języka rosyjskiego, a nie białoruskiego), wielu przybywając do Stanów Zjednoczonych deklarowało pochodzenie polskie lub rosyjskie, których to krajów Białoruś była częścią (w większości krajów anglosaskich narodowość utożsamiana jest z obywatelstwem). W cenzusie amerykańskim nie ma zresztą takiej kategorii jak „Białorusin”.
Największe społeczności białoruskie zamieszkują obszary metropolitarne Nowego Jorku, New Jersey, Cleveland, Chicago, Los Angeles i Detroit.
Było kilka głównych fal migracji Białorusinów do USA. Najwcześniejsza miała miejsce w czasach przed rewolucją październikową, następna w okresie międzywojennym (głównie z zachodniej części Białorusi), potem w latach 40. i 50. (w trakcie i po zakończeniu II wojny światowej) oraz po upadku Związku Sowieckiego.
Liczącą się społecznością wśród amerykańskich Białorusinów są żydzi pochodzący z Białorusi, którzy migrować do Stanów zaczęli już w połowie XIX wieku z powodu dyskryminacji ze strony Imperium Rosyjskiego, którego częścią była wówczas Białoruś.